# Paw Paw (Michigan)
Paw Paw é uma vila localizada no estado americano de Michigan, no Condado de Van Buren.

## Demografia
Segundo o censo americano de 2000, a sua população era de 3363 habitantes.
Em 2006, foi estimada uma população de 3301, um decréscimo de 62 (-1.8%).

## Geografia
De acordo com o United States Census Bureau tem uma área de
7,4 km², dos quais 6,9 km² cobertos por terra e 0,5 km² cobertos por água. Paw Paw localiza-se a aproximadamente 241 m acima do nível do mar.

## Localidades na vizinhança
O diagrama seguinte representa as localidades num raio de 16 km ao redor de Paw Paw.